# 1944年河南民变
河南民变是中国抗日战争后期豫湘桂战役期间的农民暴动事件。1944年4月17日，日军进攻河南，经过数周战斗，打败了拥有40万兵力的国民革命军汤恩伯兵团。当国军向豫西撤退时，因部分士兵军纪不佳，沿途抢劫，导致豫西饥民围攻，该事件导致超过5万国军被沿路缴械，损失武器辎重无数。
但腾讯历史短史记栏目考证，将国军缴械的不是普通百姓，而是河南的地方武装。豫西地区土匪众多，在1928年就曾缴械红军，在1949年缴械解放军，并不止国军遭遇过缴械。更有文章显示，中共趁国军溃败之际，也参与了缴械。